# Metopia brincki
Metopia brincki är en tvåvingeart som beskrevs av Zumpt 1959. Metopia brincki ingår i släktet Metopia och familjen köttflugor. Inga underarter finns listade i Catalogue of Life.